# Herbert Quandt
Herbert Werner Quandt (* 22. Juni 1910 in Pritzwalk; † 2. Juni 1982 in Kiel) war ein deutscher Industrieller aus der Familie Quandt.

## Familie
Herbert Quandt war Sohn des Industriellen Günther Quandt und der Antonie, geb. Ewald († 1918), sowie Halbbruder von Harald Quandt. Sein ältestes Kind ist Silvia Quandt (* 1937) aus seiner ersten Ehe mit Ursel Münstermann, die Quandt 1933 geheiratet hatte. Die Ehe wurde 1940 geschieden, die Tochter blieb zunächst bei ihrer Mutter. Die Kinder Sonja (* 1951), Sabina (* 1953) und Sven Quandt (* 1956) entstammen der zweiten Ehe mit Lieselotte Blobelt (geschieden 1959). Seine beiden jüngsten Kinder Susanne Klatten und Stefan Quandt stammen aus seiner dritten Ehe mit Johanna Bruhn.

## Leben und Werk

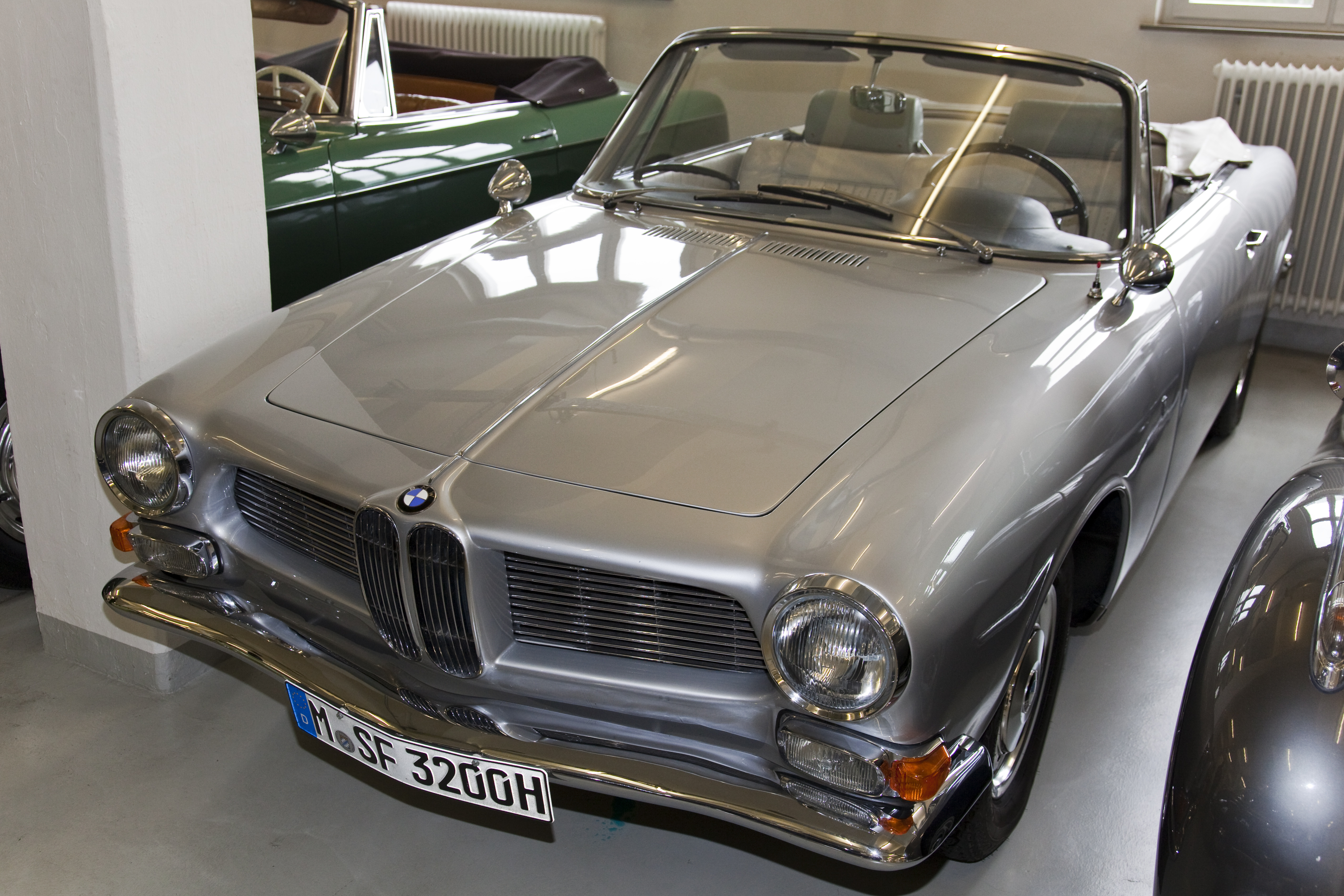
Das einzige Cabriolet BMW 3200 CS. Es wurde Quandt als Dank für seinen Beitrag zur Rettung von BMW geschenkt.

### Ausbildung
Durch ein Augenleiden beeinträchtigt, hatte er sich früh darauf eingestellt, in der Landwirtschaft tätig zu werden. Als Objekt seines Wirkens war das vom Vater erworbene Gut Severin bei Parchim vorgesehen. Im Jahre 1927 starb jedoch plötzlich sein älterer Bruder Hellmut. Herbert Quandt trat daher anstelle seines Bruders in die Unternehmertätigkeit seines Vaters ein.
Nach dem frühen Tod der Mutter 1918 prägten ihn insbesondere die Auslandsreisen mit seinem Vater. Dieser war inzwischen zu einem der erfolgreichsten Unternehmer in Deutschland aufgestiegen, vornehmlich in der Akkumulatoren-Industrie. Für Herbert Quandt wurde bald eine technische Ausbildung notwendig. Er verbrachte unter anderem mehrere Monate als Praktikant in den USA. Nach umfangreicher Ausbildung im In- und Ausland wurde er Mitglied des Vorstands der AFA, später VARTA AG.

### Zeit des Nationalsozialismus
Zwangsarbeiter wurden in vielen der Quandt-Fabriken während des Zweiten Weltkrieges eingesetzt und die Bedingungen waren äußerst hart. Herbert war der Direktor der Pertrix GmbH, einer in Berlin ansässigen Tochtergesellschaft der Accumulatoren-Fabrik AG (AFA; seit 1962 Varta AG). Das Unternehmen verwendete weibliche Zwangsarbeiter, darunter polnische Frauen, die aus Auschwitz überstellt worden waren. Am 20. Mai 1940 beantragte er die Aufnahme in die NSDAP und wurde zum 1. Juli desselben Jahres aufgenommen (Mitgliedsnummer 8.147.740). Während der Zeit des Nationalsozialismus war er Vorstandsmitglied der AFA und an der Seite von Günther Quandt unter anderem Leiter der Personalabteilung. Ein KZ-Außenlager, komplett mit Galgen und einem Exekutionsbereich, wurde auf dem Gelände des AFA-Werks Hannover errichtet.
Nach Einschätzung von Benjamin Ferencz, der bei den Nürnberger Prozessen für die Anklagebehörde arbeitete, wären Herbert Quandt und sein Vater Günther ebenso wie Alfried Krupp von Bohlen und Halbach, Friedrich Flick und die Verantwortlichen der I.G. Farben als Hauptkriegsverbrecher angeklagt worden, wenn die heute zugänglichen Dokumente den Anklägern damals vorgelegen hätten. Die entscheidenden Dokumente zu ihrem Wirken im „Dritten Reich“ lagen den Behörden in der britischen Besatzungszone vor. Die Briten hielten das Material zurück, weil sie erkannt hatten, welche Bedeutung die Batterieproduktion der AFA auch nach dem Krieg hatte, und die Eigentümer deswegen schonen wollten.

### Seit 1954
Nach dem Tod des Vaters 1954 erbten Herbert und sein Halbbruder Harald die Quandt-Gruppe, ein Konglomerat von Firmenbeteiligungen, unter anderem an der Akkumulatoren-Fabrik AG (AFA, seit 1962 VARTA), BMW, Mercedes-Benz und der heutigen KUKA AG. Die Söhne verwalteten das Erbe gemeinsam, hatten jedoch die Schaffung von Federführungsbereichen vereinbart: Wer die Federführung hatte, traf die Entscheidungen. Herbert Quandt führte die Elektro-, Fahrzeug-, Erdöl- und Düngemittel- sowie Textilbereiche, Harald Quandt bis zu seinem Tod 1967 den Maschinen- und Apparatebau, die Leicht- und Schwermetallhalbzeugproduktion und die sonstige Metallverarbeitung.
Ende der 1950er Jahre geriet die BMW AG immer mehr in finanzielle Schieflage. 1959 baute Quandt seine Beteiligung an BMW aus, indem er von dem Bremer Unternehmer Hermann Krages dessen 25-prozentige Beteiligung am Unternehmen erwarb sowie sämtliche Schuldverschreibungen, die BMW ein Jahr zuvor zur Finanzierung eines Investitionsprogramms emittierte und von Krages für 15 Millionen Mark übernommen worden waren.
Der Sanierungsplan von Management und Großaktionären sah eine Übernahme durch Daimler-Benz vor, was aber auf der Hauptversammlung im Dezember 1959 durch Kleinaktionäre und BMW-Händler verhindert wurde. Herbert Quandt war von diesem Kampfgeist beeindruckt und sah eine Chance, BMW in Eigenregie zu sanieren. Mit seinem beträchtlichen finanziellen Engagement und durch Absicherung von Krediten trug er dazu bei, dass die Banken wieder Vertrauen in das Unternehmen setzten. Am 30. November 1960 wurde Quandts Sanierungsplan auf der BMW-Hauptversammlung in München angenommen. Dank der Geschäfts- und Typenpolitik des neuen Managements konnte bereits 1964 das Sanierungswerk erfolgreich beendet werden.

„Ich war von Anfang an fest davon überzeugt, dass BMW es schaffen wird. Es mussten nur die Fehler erkannt werden und es galt, sie entschlossen zu beseitigen. Wir haben jetzt eine gute Führung und ein vernünftiges Programm. Jeder, der bei BMW tätig ist, wird schon nach kurzer Zeit von einer gewissen Leidenschaft, man kann fast sagen, von einem „Bazillus BMW“ erfasst. So ist auch die Arbeit von Vorstand und Aufsichtsrat von einer ganz besonderen Harmonie getragen.“

Im Jahr 1967 war Herbert Quandt Vorstandsvorsitzender der VARTA AG. Den Vorsitz im Aufsichtsrat führte er u. a. bei der Industriewerke Karlsruhe AG, der Keller & Knappich GmbH, der Busch-Jaeger Dürener Metallwerke AG und der Kammgarnspinnerei Stöhr & Co. AG. Bei der Daimler-Benz AG war er stellvertretender Aufsichtsratsvorsitzender und Mitglied des Präsidiums. Stellvertretender Aufsichtsratsvorsitzender war er ferner bei der Gewerkschaft Wintershall und der Wintershall AG. Außerdem war er Mitglied der Aufsichtsräte der Gerling-Konzern Allgemeine Versicherungs-AG und der Frankfurter Bank.
Herbert Quandt stellte 1959 einen Motorboot-Weltrekord in der 3-Liter-Klasse auf, den er bis 1967 hielt. Zusammen mit seinem Bootsbauer erreichte er einige erste und zweite Preise in Rennen auf europäischen Gewässern. Er war auch ein Sammler von Kunst. So ließ er sich nach 1945 von dem nationalsozialistischen Bildhauer Arno Breker porträtieren. Damit folgte er dem Beispiel seines Vaters Günther Quandt, der Breker aus Berlin kannte.
Herbert Quandt starb am 2. Juni 1982 in Kiel. Er ist auf dem Waldfriedhof in Bad Homburg beigesetzt. Seine Haupterben waren seine Witwe, die dritte Ehefrau Johanna Quandt, sowie seine beiden jüngsten Kinder Susanne Klatten und Stefan Quandt.

## Ehrungen
Für seine Verdienste um das betriebliche Ausbildungswesen verlieh ihm die Philosophische Fakultät der Johannes Gutenberg-Universität Mainz mit Datum vom 19. November 1956 einstimmig die Ehrendoktorwürde, wofür sich Herbert Quandt im Rahmen seiner Geburtstagsfeierlichkeiten am 22. Juni 1957 bei Gästen der Universität Mainz und der Industrie bedankte.
1968 wurde Herbert Quandt der Bayerische Verdienstorden verliehen, 1979 erhielt er das Große Goldene Ehrenzeichen mit dem Stern für Verdienste um die Republik Österreich (entspricht einem Großoffizierskreuz).
Zu Ehren Herbert Quandts wurden Straßen in Dingolfing, Göttingen, Hildesheim, Regensburg und München benannt. Des Weiteren ist die Herbert-Quandt-Schule in Pritzwalk nach ihm benannt. Er war Ehrenbürger von Öhningen, wo er das Hofgut Stutengarten besaß.
Die 1970 von der BMW AG gegründete BMW Stiftung Herbert Quandt sowie die 1980 von der Altana AG gegründete, 2007 ausgegründete und noch bis Ende 2016 operativ tätige Herbert Quandt-Stiftung in Bad Homburg v. d. H. tragen heute seinen Namen bzw. den Namenszusatz, und auch der Herbert Quandt Medien-Preis der Johanna-Quandt-Stiftung ist nach ihm benannt. Ihr Schulenwettbewerbs „Trialog der Kulturen“ wurde zwischen 2005 und 2015 insgesamt zehnmal ausgetragen, und ihr „Trialog der Kulturen“-Stipendium galt laut Medienberichten als „eines der besten und renommiertesten Austauschprogramme des deutschen Journalismus“.